# Comitê Olímpico da Macedônia do Norte
O Comitê Olímpico da Macedônia do Norte (em macedônio: Македонски олимписки комитет) é o Comitê Olímpico Nacional da Macedônia do Norte. Nas organizações olímpicas internacionais, é também referido como o Comitê Olímpico da Antiga República Iugoslava da Macedônia, refletindo a disputa quanto ao nome oficial de seu país. 
O Comitê foi fundado como o 195º Comitê Olímpico do mundo em 1992. A Macedônia do Norte apenas proclamou sua independência em 1991, antes sendo parte da Iugoslávia, mas, não sendo reconhecida internacionalmente, enviou atletas como Participantes Olímpicos Independentes nos Jogos Olímpicos de Verão de 1992. A primeira participação de atletas sob a bandeira da Macedônia do Norte, por intermédio do Comitê, ocorreu nos Jogos de Atlanta, e, nos jogos seguintes, em Sydney, ganhou sua única medalha, quando o atleta Magomed Ibragimov ganhou medalha de bronze na luta livre olímpica masculina de 85kg.
O presidente do Comitê é Vasil Tupurkovski, político e ex-esportista macedônio. Como vice-presidentes foram nomeadoss Nataša Meškovska e Andrea Josifovski, o secretário-geral é Sašo Popovski e o diretor de esportes é o ex-jogador de voleibol Vladimir Bogoevski.